# 郑旺妖言案
郑旺妖言案是发生在明朝弘治到正德年间，有关明武宗身世的案子。《明史》載明武宗生母為孝成敬皇后張氏，後來卻傳出其生母為明孝宗妾室鄭金蓮，自稱為其父的鄭旺（又作鄭玉）被指造謠獲罪。
《明史》、《明書》、《明實錄》等正史皆指明武宗生母非張皇后的說法為謠言，《勝朝彤史拾遺記》、《万历野获编》亦採此說，但《治世余闻》等野史皆認為此案別有內情，《罪惟錄》更直指明武宗為鄭氏所出。

## 案情
弘治年間，武成中衛鄭旺。鄭姓軍餘有一女鄭氏在宮為宮人，後為明孝宗妾，改名鄭金蓮。而宮中又有名稱黃女兒或王女兒的宮人（非鄭金蓮）《明實錄》稱她姓周（下稱周王女兒）。後來宦官劉山聲稱找到鄭旺女兒，鄭旺託劉山送財物給女兒，劉山私自藏物品，部份送給侍奉太后的周王女兒，周王女兒又有回禮給鄭旺。劉山又對鄭旺並宣稱鄭金蓮是太子（後來的皇帝明武宗）之生母，鄭旺自此就經常向人誇耀自己是皇親，以此身份得到財勢。最後鄭旺、劉山皆獲罪。周王女兒、鄭金蓮的下落則有不同說法。

## 認為妖言案屬實

### 《明實錄》的記載
郑旺是武成中衛的一名軍餘，有一女儿名王女兒，右肋有痘疮疤痕、背脊上有熱水燙傷的疤痕。十二歲時被賣到東寧伯焦家，未幾轉賣為沈通政家婢。後鄭旺傳聞驼子庄郑安家有女在皇宮内，将成为皇亲，鄭旺懷疑那是其女兒。至京师尋找相熟的锦衣卫舍余妥刚、妥洪兄弟，叫他們去找他女兒。妥洪教鄭旺寫帖子表明来历，並帶他入皇城玄武门之外，見乾清宫内使刘山。但妥洪懇求、鄭旺送米麵給劉山一個多月後，仍找不到女兒。劉山後來找到宫人郑金莲，知道宮中確有名王女儿者。劉山就去問王女兒的姓氏，王女兒卻說其父姓周，並非姓鄭。劉山知道鄭旺女兒曾經三次易主，就騙他說，他的女兒說曾被賣，再三追問下她才承認。鄭旺信以为真，就常常拿果果食缯帛託劉山帶給女兒，劉山就把物品自己收藏起來，並把衣靴布绢等物經鄭旺，說是他女兒的回禮。
有一天，劉山對妥洪說，王女兒已進乾清宮為皇妾，鄭旺等人皆是皇親，又叫他們不要外洩。妥洪传报郑旺，鄭旺以此夸耀，其鄉里族众六百多人爭相以货物贿賂、餽贈鄭旺。鄭旺因此置聚宝历一册籍其姓名，最后鄭旺拿酒脯給劉山递入宮中庆祝女兒诞辰，劉山又收藏起來，随即以床褥、鞋子、绢帕、菜物回报給鄭旺。鄭旺又到仁和公主驸马齊世美家，驸马兒子见到他也相信他是皇亲，送給鄭旺及其妻趙氏一張豹皮、一副马鞍馬辔、纱罗衣襦。鄭旺家的人就肆作声势，为缉事官校所发現，逮捕了他們，並要刘山、王女儿上前亲自盤問。劉山為了脫罪，就說這是王女儿所說的，事未决，下锦衣卫狱受杖刑，又查出王女儿父母姓氏、出生日期、入宫来历皆与郑旺所称不合，令鄭旺妻赵氏辩视王女儿胁背，也沒有疤痕，於是都說是劉山為了財貨利益，謊稱姓周的王女兒是鄭旺女。於是擬定刘山造妖言，判郑旺、妥刚、妥洪传用惑众罪，皆斩首；其余則判徒刑、杖刑等。後來明孝宗下旨，刘山交通内外、妄自捏造謠言，欺詐、誘騙、煽動、迷惑，犯罪情節深重，凌遲處死，不用覆奏，並命令诸内侍去監视行刑，其餘人等照所擬定執行。
太子朱厚照在1505年继位，是为明武宗，大赦天下。主办“妖言案”的刑部尚书闵珪将郑旺释放，有人提出此等大案主犯之赦免与否当请示今上，闵珪表示凡大赦令没有明确列出不准释放者，可以不请示（“诏书不载者，即宜释放”）。之后郑旺再次散布自己女儿鄭王女兒進宮，改名鄭金蓮、為皇上生母的说法，还在正德二年（1507年）十月和邻居王玺一起冲向紫禁城，要面奏皇上“国母鄭氏幽居多年之状”。再次被捕，并比照劉山之例，凌迟处死。

### 《万历野获编》的記載
《万历野获编》記載，弘治末年，明孝宗獨寵孝康皇后张氏，沒有妃嬪進御，且明武宗出生後不久即立為太子，後來出生的蔚悼王朱厚煒死後就沒再生兒子，京師就有謠言指太子並非皇后親生。武城尉军余郑旺有女兒，入高通政家為婢，後進宮為宮人。他與內侍劉山勾結，宣稱其女改名鄭金蓮，當時為侍奉周太后，是太子生母。明孝宗聞之大怒，即時判劉山處刑、鄭旺論斬，後獲赦免。至正德二年十月，鄭旺又稱其女為明武宗生母，其鄰居王璽擅入东安门，欲上奏「国母」被幽禁之事。武宗命刑部審判，刑部定罪，但王璽不服，過了很久才下獄。

### 《勝朝彤史拾遺記》的記載
《勝朝彤史拾遺記》記載，鄭金蓮為明孝宗選侍，早年被賣到高通政家為婢，後被採選入宮，被明孝宗臨幸。後來遷至周太后宮中侍奉太后，並改名鄭金蓮。宮中有謠言指皇太子是鄭金蓮所生，而鄭金蓮父親鄭旺勾結內使劉山，求他幫他找女兒，劉山就說其女鄭金蓮為皇太子生母，並建議他散播開去，以求獲得尊享。鄭旺聞之大喜，散播自己女兒為皇太子生母的消息。明孝宗憤怒，判劉山磔刑，判鄭旺死刑，後來又赦免。至明武宗繼位，鄭旺又再宣稱其女為皇太子生母，而王璽又相藉此和鄭旺同獲厚利，就在正德二年十月二十八日，兩人潛入東安門，喧言「國母鄭娘娘」幽居太后宮若干年，要求面見明武宗上奏。東廠得知事件，交由刑部審理，判定為非事實，就判他們妖言，兩人不認罪。大理寺又再定他們罪，照劉山的例子，處以極刑，鄭金蓮則無罪。

## 認為妖言案別有內情
《治世餘聞》、《罪惟錄》記載與《明實錄》有一定出入，兩部野史皆認為妖言案有別有內情。《罪惟錄》更直指鄭氏為武宗生母，其父是被冤枉而死。

### 《治世餘聞》的記載
《治世餘聞》記載，有一天，編修王瓚在左順門見一用紅毡衫包裹全身、不露面只露腳的婦人被兩名內使押送到浣衣局，浣衣局內的人皆起立迎入，對她的態度並不尋常。幾天後王瓚聞參，就送了鄭旺等數人至西曹問罪。鄭旺招供稱自己是壩上人，有一女兒早年進宮，近日聽說生子皇子，住在太后宮中。每年鄭旺皆到西華門找宦官劉林探問消息，並託他送新鮮合時麵麥瓜果給女兒，對太后使女黃女兒說有遞進，黃女兒以衣服針線等物託劉林給鄭旺作回禮。鄭旺回家誇耀，鄉人稱他為「鄭皇親」，京城內外的人皆爭相巴結他，已經有兩三年。近日被緝事衙门指他散播妖言而逮捕他。後來批示，劉林依律處決，黃女兒送浣衣局，鄭氏已被發落承，鄭旺則被監禁。當時人們認為鄭旺身為罪魁禍首，卻不即時處決，鄭氏又只說「已發落了」，沒有詳細記載如何懲處，似乎別有內情。

### 《罪惟錄》的記載
《罪惟錄》記載，鄭氏小字黃兒，與張皇后為總角之交。周太后因明孝宗無子，置鄭黃兒和趙氏兩美人於宮中侍奉明孝宗，但明孝宗冷待她們。周太后就明言要求明孝宗臨幸她們，明孝宗在不得已之下臨幸鄭黃兒，鄭氏懷孕，生下皇子，但明孝宗並不知情。周太后致賀明孝宗，明孝宗卻為自己未能令皇后懷孕感到羞愧。周太后就叫皇后收養鄭黃兒之子為己子，即後來的明武宗。後來周太后患病，把鄭、趙二人託付給王太后，居於仁壽宮，王太后就秘叫密太子與生母相認。後來鄭黃兒父鄭玉得以進宮，卻因丟失銀茶壼而被流放。武宗時，有一校尉見鄭玉上獵所，說出他是武宗外祖父，而鄭玉此時又想自白，被太監劉瑾指他妖言，處死。

### 文獻
1. 1 2  《大明孝宗敬皇帝实录》卷之二百十九：「初，武成中卫中所军余郑旺生女名王女儿，右肋有痘疮瘢，脊上有汤溃痕，年十二鬻之东宁伯家，未几转为沈通政家婢。后旺传闻驼子庄郑安家有女在内，将为皇亲，旺疑其女也，至京师谋诸所亲锦衣卫舍余妥刚及其弟洪，令访之。洪教旺具帖子疏来历，导之入皇城玄武门外，遇乾清宫内使刘山，洪以情恳之。后月余，旺持米面馈，山尚未得女处。山后访之宫人郑金莲，果得王女儿者于高墙里。山告之故，女曰“吾父周姓，非郑也。”山知旺女尝三易主，出即诡云“汝女自谓曾被鬻者，再方将认而疑之。”旺信以为其女也，自是累持果食缯帛之类付山，令遗女，山皆匿之，每出衣靴布绢诸物与旺，谓为女所答者。山一日言于妥洪曰“王女儿为上人，进乾清宫矣，尔辈皆皇亲也，戒令勿洩。”洪传报郑旺，旺以夸其里，族众相率以货贿馈旺者凡六百余人，旺因置聚宝历一册籍其姓名。最后旺以酒脯付山递入，庆女诞辰，山又匿之，随以褥鞋绢帕菜物报旺。旺将诣齐驸马家，驸马子见之，亦信其为皇亲也，出豹皮一并马鞍辔、纱罗衣襦赠旺及其妻赵氏。旺家人辈遂肆作声势，为缉事官校所发，逮捕旺等并执刘山、王女儿于上前，亲鞫之。山谬援王女儿以脱罪，事未决，下锦衣卫狱杖讯，则王女儿父母姓氏及其年齿生时、入宫来历悉与郑旺所称不合。令旺妻赵氏辩视王女儿胁背，亦无瘢痕可验，于是皆词伏，王女儿实周姓，非郑旺女，而虚喝以规货利，皆出刘山之奸。拟刘山造妖言律，郑旺、妥刚、妥洪传用惑众罪皆斩，其余徒杖有差。狱上，得旨：刘山交通内外，妄掜妖言，诳诱扇惑，情犯深重，其即凌迟处死不必覆奏，仍令诸内侍往视行刑，余从所拟。
2. ↑  《明武宗實錄》：「正德二年冬十月初，武成中卫军余郑旺有女名王女儿者，幼鬻之高通政家，因以进内。弘治末，旺阴结内使刘山求自通，山为言今名郑金莲者即若女也，在周太后宫，为东驾所自出。语寖上闻，孝庙怒磔山于市，旺亦论死，寻赦免。至是又为浮言如前所云，居人王玺觊与旺共厚利，因潜入东安门宣言国母郑居幽若干年，欲面奏上。东厂执以闻，下刑部鞫治拟妖言律，两人不承服大理寺驳谳者再，乃具狱以请。诏如山例，皆置之极刑云。」
3. ↑  《万历野获编》【郑旺妖言】当弘治末年孝康皇后张氏擅宠，六宫俱不得进御。且自武宗生后正位东宫，再举蔚悼王，薨后，更无支子。京师遂有浮言太子非真中宫出者。时有武城尉军余郑旺，有女入高通政家，进内。因结内侍刘山宣言其女今名郑金莲，现在圣慈仁寿太皇太后周氏宫中，实东宫生母也。孝宗闻之大怒，即殛刘山，幷郑旺论斩，后遇赦得免。至正德二年十月又布前言。同居人王玺擅入东安门，且云欲奏国母见幽之状。武宗下之刑部，再谳，再不服。久之，始成狱正法。此案倡议甚怪，往年郭江夏行勘楚府，时冯开之先生为予言楚事，因及武宗，亦曾被谤如楚宗所言。以此世宗尤追恨张太后，并及鹤龄、延龄兄弟，决欲族之。余谓不然，此谤实始于郑旺，一时皆信之，传入各藩。正德十四年宁王宸濠反逆，移檄远近，中有“上以莒灭郑。太祖皇帝不血食”之语。盖又因郑旺之言而傅会之，以实昭圣太后之罪耳。
4. ↑  《勝朝彤史拾遺記》：「鄭金蓮者，初名王女兒，武城中衛軍卒鄭旺女也。幼鬻之高通政家，因採入內。備選侍，得侍上寢。其後遷周太后宮，侍太后，名鄭金蓮，宮中有訛言皇太子為鄭金蓮生者。時皇太子己冊立，會金蓮父旺，陰結內使劉山，求自通。山遂與言若女鄭金蓮，即皇太子母也，在周太后宮，汝何不潛發其事，而受尊享焉。旺聞之大喜，遂稍稍播其語。語聞孝宗，孝宗怒，磔山於市，並論旺死罪，尋赦免。至武宗嗣位，旺悻悻，以為及今不即發，則何待矣。乃仍為浮言如初，而市儈王璽覬與旺共厚利，因於正德二年十月二十八日，璽密攜旺潛入東安門。喧言國母鄭娘娘幽居太后宮若干年矣，欲面見皇上，有所奏。東廠執以聞，下刑部訊，無實。擬妖言律，兩人不肯伏。大理寺駁讞者再，乃具獄誣罔議如山例，置極刑，鄭金蓮不罪。」
5. ↑   《治世余闻》：「王编修瓒一日自司礼监教书出，谓一二同年曰：“今早在左顺门，见红毡衫裹一妇人，不见其面，只见二小足。有人随去，见二内使押送赴浣衣局。守者俱起立迎入，待之异常，不知其由。”后数日，乃闻参送数人至西曹问罪。内郑旺招系坝上人，有女名某，先年选入掖庭。近闻生有皇子，见在太后宫内依住。旺每岁来西华门内臣刘林探问，但有新时面麦瓜果，即托林送入，与本宫使女黄女儿说知递进，悉回有衣服针线等物。旺回家夸耀，乡人称为郑皇亲，京城内外，人争趋赴，已二三年矣。近被缉事衙门以妖言访获，说者以为有所受也。后内批：“刘林使依律决了，黄女儿送浣衣局，郑某已发落了，郑旺且监着。”时论以为旨意发落，意自可见。若果妖言，旺乃罪魁，不即加刑，又郑氏止云“已发落了”，尤为可疑。其卷案在刑部福建司，人多录出，以为或有所待。后乙丑五月大赦，闵司冠即将旺放出，该司执言事大须请，闵以为诏书不载者，即宜释放。盖亦意有在云。」
6. ↑  《罪惟錄·張皇后》：「初，周太皇太后以上無子，置二美人鄭氏、趙氏於宮，俟上朝供事，上不顧。繼乃明言之，上不得已，幸鄭，有娠雄，上不知也。太皇致賀上，上愧之，以不聞后故。太皇曰：『后誠以為子，詔天下勢嫡良善。』，后從之，是為武宗。後太皇疾革，以二美託王太后，居仁壽宮。鄭小字黃兒。久之，父玉坐事。有一校尉，見玉上獵所，言黃兒父為上外祖親。太監劉瑾論玉妖言，棄市。」
7. ↑  《罪惟錄·妃嫔逸》：「郑黄儿少与昭圣同戏，上无子，取之入，生武庙。张后以为子，秘不闻内外。后黄儿父玉坐内失银茶壶事，罪流。武宗时，玉欲自白，为刘瑾所诬死。初，黄儿与伴赵氏泣请太皇太后终老，太皇乃召王太后嘱之，太后呼东宫，密示所生母，并赵伴。后郑美人者语泄，张后怫，上命送黄儿刑部，仍以大卓阐襕密掩归，竟老死太后宫中。

### 註解
1. ↑  《明實錄》、《治世餘聞》、《万历野获编》、 《勝朝彤史拾遺記》稱他名旺，《罪惟錄》稱他名玉，下稱鄭旺
2. ↑  《明實錄》稱她原名王女兒，《罪惟錄》稱她小名黃兒，下稱鄭金蓮
3. ↑  《明實錄》、《万历野获编》、 《勝朝彤史拾遺記》、《罪惟錄》稱他名劉山，《治世餘聞》稱他名劉林，下稱劉山